# Уметничка група СТ.АРТ
Уметничка група СТ.АРТ једна је од друштвено ангажована група у Србији, основана у Београду, од стране четворо уметника млађе генерације: Јелене Вићентић, Петра Мошића, Предрага Ђукића и Ивана Миленковића, са циљем да адекватно презентује реалистичан начин ликовног стварања и традиционалне ликовне вредности. Удружени у уметничку групу, ова четири индивидуалца специфичног сензибилитета представља оригиналну целину која се појавила на уметничкој сцени Србије у другој деценији 21. века.
Њихови уметнички радови представљају осврт на људско искуство, ескапизам (бежање од свог стварног живота у неку активност у којој се осећају пријатно и у којој проводе веома много времена) или менталну скрханост у савременом свету. Група истовремено поседују заједничке карактеристике у којима негују традиционалне уметничке медије, фигуративни израз, реалистички стил и ангажован однос према друштвеној стварности. Овим група рефлектује истину коју би посматрач њихових дела свакако требало да сагледа.

## Оснивачи групе

### Јелена Вићентић
Рођена је у Београду 1988. године. Основне мастер студије сликарства завршила је на Факултету ликовних уметности у Београду. 
Рођена 1988. године у Београду. Основне мастер студије сликарства завршила је на Факултету ликовних уметности у Београду 2012. године. Учествовала на више групних и самосталних изложби. Стипендиста Летње академијe у Салцбургу у Аустрији 2011. године. Стипендиста Летње академијe у Траункирхену у Аустрији 2012. године. Добитница Награде „Стеван Кнежевић“ Факултета ликовних уметности 2012. године Резиденционални програм ГЛO’AРT у Белгији 2014. године Члан и оснивач уметничке групе СT.AРT. Тренутно живи и ради у свом атељеу у Београду.
У својим ликовним делима бави се питањем савремених хероја препознајући у бајкерима Аполоне нашег времена.

### Предраг Ђукић
Рођена у Београду 1981. Средњу школу за дизајн завршио је 2000. године. Дипломирао је 2007. године на Одсеку зидно сликарство, смер Рестаурацијa и конзервацијa. Од 2009. године члан је УЛУС-a, a од 2012. и УЛУПУДС-a. Учествовао на више колективних и групних изложби. Учесник на Internacional Summer Art Camp у 2010, 2011, 2012, 2014, 2015. и 2016. у Нађкерешу, у Мађарској. Од 2016. године члан је уметничке групе СT.AРT.
У контексту ликовних дела Предрага Ђукића је егзистенцијална отуђеност, забринутост и беспомоћност савременог човека.

### Иван Миленковић
Рођен је 1988. године у Лесковцу. Завршио је сликарски смер на Факултету ликовних уметности у Београду, 2012. године. Учествовао на више групних и имао пет самосталних изложби. Стипендиста Летње академијe у Салцбургу 2012. године. Добитник прве награде на 53. Октобарском ликовном салону у Лесковцу 2015. и 2016. године и прве награде Факултета ликовних уметност за мозаик 2012. године Резиденционални боравак у Белгији 2014. године. Учесник на међународној изложби „Норд арт“ у Немачкој 2016. године Члан УЛУС-a. Тренутно живи и ради у Београду.
У својим делима Иван Миленковић третира и анализира питање зависности и утицаја информативних технологија на адолесценте у периоду одрастања.
 

### Петар Мошић
Рођен је у Београду 1981. године  Петар Мошић је мастер студије сликарста завршио је на Факултету ликовних уметности у Београду, на коме је 2013. Уписао докторске уметничке студије, код ментала проф. Анђелке Бојовић.
Рођен 11. јуна 1981. године у Београду. Мастер студије сликарста завршио је на Факултету ликовних уметности у Београду, на коме је 2013. уписао докторске уметничке студије, код ментора проф. Анђелке Бојовић. Учествовао на бројним самосталним и групним изложбама. Добитник више награда.
На својим делима Петар Мошић, на само њему специфичан начин ликовно визуализује унутрашње дилеме и драматична емотивна стања појединца у Косман животним приликама.

## Тематика у ликовним делима групе
Група у својим ликовним делима третирајући различите ангажоване теме актуелне стварности, тематику својих радова види у специфичним ситуацијама човека заустављеним у тренутку, и на тај начин постиже психолошку анализу задате теме. А те теме су: појаве у одрсатању, формирању човека, његовој зависности од дигиталне технологије или опчињености бајкерским светлом у коме царује снага и висина. За сваког од чланова групе људска фигура је носилац целокупног ликовног, емотивног и мисаоног садржаја дела.
Њихови ликовни рукописи почивају на високом степену веризма који иде до хиперреализма. Озбиљност у приступу, прецизност и виртуозност у извођењу ликовност припадника ове групе чине посебном, па зато: 
| „ | ...радови уметника групе СТ.АРТ представљају осврт на људско искуство, ескапизам или менталну скрханост у савременом свету, рефлектујући истину коју посматрач може да сагледа...и...наговести допринос оном аспекту ликовних уметности који је друштвено ангажован, као облик критичког и ироничног одговора на свет у којем живимо. | ” |